# Gersdorf (Hartha)
Gersdorf ist ein Ortsteil der sächsischen Kleinstadt Hartha im Landkreis Mittelsachsen.

## Geografie und Verkehrsanbindung
Zu Gersdorf gehören die Dörfer Langenau, Kieselbach, Neudörfchen, Schönerstädt und Seifersdorf. Der Ort liegt nordwestlich des Kernortes Hartha am Schanzenbach. Der Kieselbach fließt westlich und der Wallbach östlich. Westlich und südlich verläuft die B 175.

## Geschichte

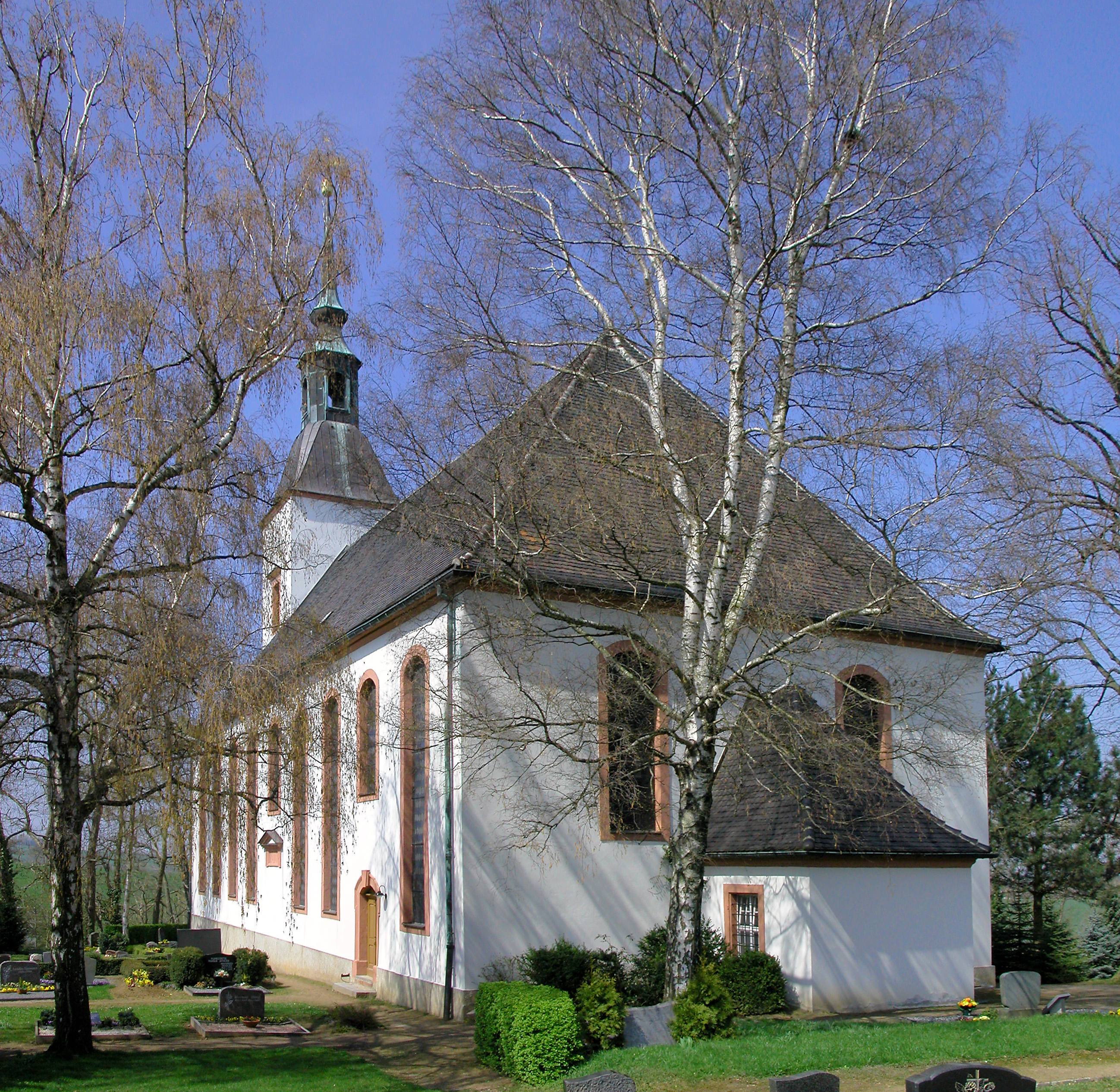
Kirche Gersdorf (Hartha)

Gersdorf entstand als typisches Waldhufendorf im 12. Jahrhundert im Zuge des Landesausbaus im Pleißenland. Daran beteiligt waren nach den späteren Güterübertragungen mehrere Herren.
1213 wird Albertus de Gerhardesdorf als Zeuge des Burggrafen Gerhard von Leisnig bei einer Güterübertragung an Kloster Buch genannt. Um 1230 übertrug Otto Dei gratia miles de Gerardorf seinen Anteil an Schenke und Gericht in Gersdorf dem Kloster Buch. 1245 bestätigte Kaiser Friedrich II. dem Kloster Buch den Besitz von Langenowe, Gerhardesdorf & Kiselbach, den Heinricus de Poleche aufgelassen hatte. Um 1265 wird Johannes, plebanus de Gerardesdorf als Zeuge für den Bischof von Meißen genannt.
1277 erlaubte Burggraf Albero von Leisnig gegen Zahlung von 16 Mark Silber dem Kloster Buch die Tätigkeit von Handwerkern in Gersdorf und Kieselbach. Es werden fünf Bauern als Gewährsleute benannt: Wiker de Gerardisdorf, Hermannus (der Kleine), Hermannus Weiger, Otto Forestarius, Arnoldus Gubin. Erlaubt sind Schuster, Weber, Schneider, Bäcker, Fleischer, Kürschner, Brauer, Schankwirte. Die Handwerker sollen sich an die Innungen in Leisnig halten und die Freiheit haben, dort ihre Waren zu verkaufen. Es sind mit hoher Wahrscheinlichkeit Handwerker, die für das Kloster Buch arbeiteten.
1378 hatte Gerharstorf inferior (Niedergersdorf) jährlich 32 Scheffel Korn und dasselbe in Hafer, Ubirngerharstorf (Obergersdorf) ebenso 32 Scheffel Korn und dasselbe in Hafer an das castrum Leisnig zu liefern.
1386 verkaufte Markgraf Wilhelm von Meißen dem Kloster Einnahmen unter anderem in Gersdorf und Kieselbach achtundachtzig Scheffel Korn und achtundachtzig Scheffel Hafer, und vier Groschen Zins, mit beiden Gerichten, und dazu ein Fuder Heu, drei Schock Korn und ein Kalb, das dasselbe Kloster jährlich nach Leisnig zu geben hatte.
1548 nennt das Amtserbbuch von Kloster Buch zu Gersdorf „44 besessene Mann, darunter 24 Pferdner, von denen sind 29 dem Kloster Buch und 15 dem Pfarrer zu Gersdorf lehen- und zinsbar“ mit 32¼ Hufen. Das Obergericht gehörte ins Amt Kloster Buch, das Erbgericht lag bei den Herren.
Gersdorf hatte wohl von Beginn an eine eigene Kirche, eingepfarrt sind Wallbach, Kieselbach, Queckhain und Langenau. Das Patronat lag beim Kloster Sornzig, nach der Reformation beim Kurfürsten von Sachsen. Eine Liste der Pfarrer und Schulmeister von Gersdorf (von der Reformation bis 1750) ist bei Kamprad samt vielen interessanten Einzelheiten zu finden. In Sachsens Kirchengalerie finden sich weitere Ergänzungen. Die Bindung der Kirche an das Kloster Sornzig ergab sich wohl aus dem Umstand, dass 1276 der Pfarrer Johannes von Gersdorf Propst von Sornzig war.

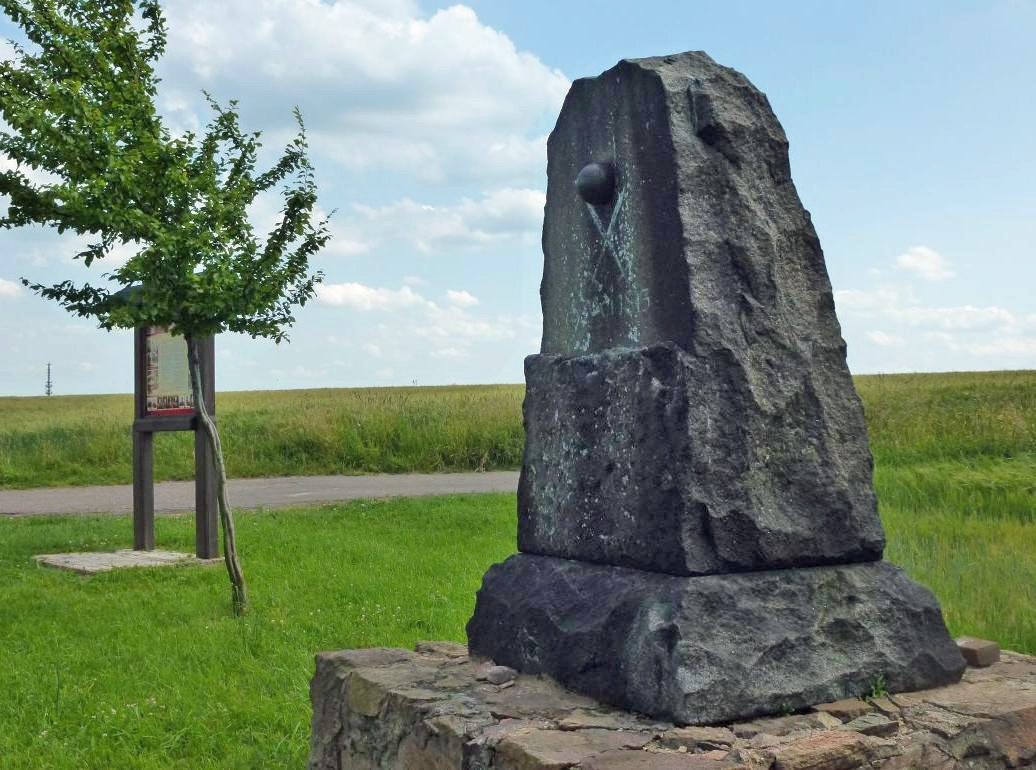
Gedenkstein und Informationstafel zum Gefecht bei Gersdorf

Im Rahmen der Befreiungskriege fand am 5. Mai 1813 das Gefecht bei Gersdorf statt, bei dem französische Truppen auf die im Rückzug befindlichen Koalitionstruppen Preußens und Russlands stießen. Bei Einbruch der Dunkelheit endete das Gefecht, aus dem die Koalitionstruppen mit einem leichten Vorteil herausgingen.
Bei der Bildung der Amtshauptmannschaften kam Gersdorf 1874 an die Amtshauptmannschaft Döbeln und verblieb nach der Verwaltungsreform von 1952 im verkleinerten Kreis Döbeln im Bezirk Leipzig. Der Nachbarort Kieselbach wurde 1969 eingemeindet, 1978 folgte Schönerstädt und 1993 Langenau. Zum 1. Januar 2004 wurde Gersdorf nach Hartha eingemeindet.

### Einwohnerentwicklung
| Jahr | Einwohner                        |
| ---- | -------------------------------- |
| 1837 | 865 in 132 Häusern               |
| 1862 | 869 in 132 Häusern               |
| 1867 | 843 in 133 Häusern               |
| 1875 | 812 in 135 Häusern               |
| 1890 | 807 in 144 Häusern               |
| 1895 | 810                              |
| 1900 | 776 in 141 Häusern               |
| 1910 | 787                              |
| 1919 | 758                              |
| 1925 | 780                              |
| 2004 | 1357 (Eingemeindung nach Hartha) |

## Persönlichkeiten
- Silvia Brand (* 1848 in Gersdorf; † 1909), Schauspielerin, Journalistin, Autorin und Unternehmerin
- Adolph von Carlowitz (* 1858; † 1928 in Gersdorf), Offizier, zuletzt General der Infanterie sowie Kriegsminister
- Alfred Teichmann (* 1903 in Gersdorf; † 1980), Maler
- Friederike von Kirchbach (* 1955 in Gersdorf), evangelische Theologin